# クリスタルカイザー
もしかして
- クリスタルガイザー

ではありませんか？